# Nephthea bayeri
Nephthea bayeri är en korallart som beskrevs av Verseveldt 1966. Nephthea bayeri ingår i släktet Nephthea och familjen Nephtheidae. Inga underarter finns listade i Catalogue of Life.